# PSD Bank Nürnberg Arena
Die PSD Bank Nürnberg Arena (Eigenschreibweise: PSD Bank Nürnberg ARENA), ursprünglich und im Sprachgebrauch auch Arena Nürnberg, ist eine Multifunktionsarena in der mittelfränkischen Stadt Nürnberg. Der Entwurf stammt vom Architekturbüro Glöckner. Der Bau liegt in unmittelbarer Nachbarschaft zum Max-Morlock-Stadion, in dem der Fußballclub 1. FC Nürnberg spielt.

## Geschichte
Der Baubeginn fand am 26. August 1999 mit dem ersten Spatenstich statt. Am 15. Februar 2001 konnte die Eröffnung der Veranstaltungsarena gefeiert werden und ersetzte das bis dahin genutzte Linde-Stadion von 1936.
2011 fanden umfangreiche Umbauarbeiten in der Halle statt.

## Ausstattung
Die Halle verfügt über drei Eisflächen oder alternativ 1900 m² Veranstaltungsfläche. Je nach Veranstaltung fasst sie mit Innenraum, Unter- und Oberrang bis zu 10.200 Besucher. Unter dem Hallendach befindet sich ein Videowürfel mit vier LED-Bildschirmen (520 × 920 Pixel pro Seite), die jeweils eine Größe von rund 17 m² (insgesamt 69 m²) aufweisen. Bei Eishockeyspielen finden im Stadion insgesamt 7809 Personen Platz.

## Namensgebung
Dem Beispiel anderer Arenen folgend, schlossen die Hallenbetreiber im Februar 2005 einen Sponsorenvertrag mit der Nürnberger Versicherung. Zum 1. Juli 2025 übernahm die PSD Bank Nürnberg das Namenssponsoring der Arena. Seitdem trägt die Halle offiziell den Namen PSD Bank Nürnberg Arena.

## Veranstaltungen
Die Nürnberg Ice Tigers tragen in der Arena ihre Heimspiele der DEL aus. Seit 2014 ist sie außerdem die Heimspielstätte des HC Erlangen, der dort seine Spiele in der Handball-Bundesliga austrägt.
Im Jahr 2001 fand die Eishockey-Weltmeisterschaft neben Köln und Hannover in der Arena statt, ebenso wie 2002 und 2003 die IIHF Inlinehockey-Weltmeisterschaft. Der GHP Bamberg zog 2005 und 2006 für seine internationalen Basketballspiele in die Nürnberg Arena um. Auch Wettkämpfe im Hallenfußball (Hallencup des 1. FC Nürnberg), Tennis und Boxen werden hier ausgetragen. Zudem fanden in der Arena auch Wrestling-Veranstaltungen der WWE statt. Daneben werden Konzert- und Showveranstaltungen veranstaltet. Zu den auftretenden Musikern und Bands gehörten u. a. Robbie Williams, Peter Maffay, Anastacia, Pink, Die Ärzte, Elton John, OneRepublic, Bryan Adams, Udo Jürgens, Bob Dylan und Herbert Grönemeyer. Beim Rockfestival Rock im Park dient die Arena als Zusatzbühne.
Darüber hinaus wird die Arena für Tagungen und Ausstellungen genutzt. Während der Eislaufsaison stehen die Flächen im Eissportleistungszentrum regelmäßig der Öffentlichkeit zur Verfügung.
Im Pollstar Ranking der Besucherzahlen lag die Halle im Jahr 2018 mit 63.184 Besuchern deutschlandweit auf dem 13., europaweit auf dem 47. und weltweit auf dem 188. Platz.

## Galerie

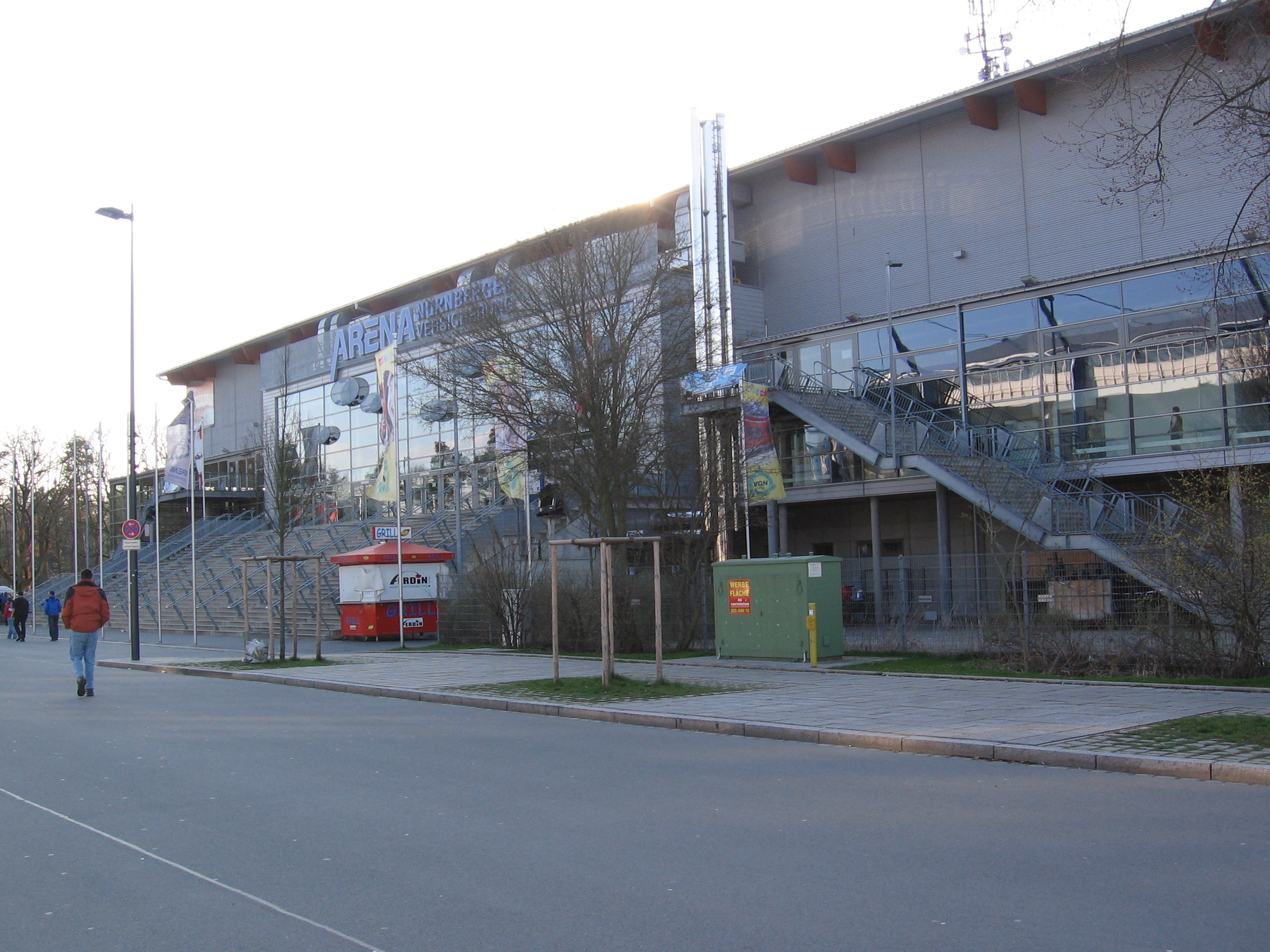
Der Eingang der Arena
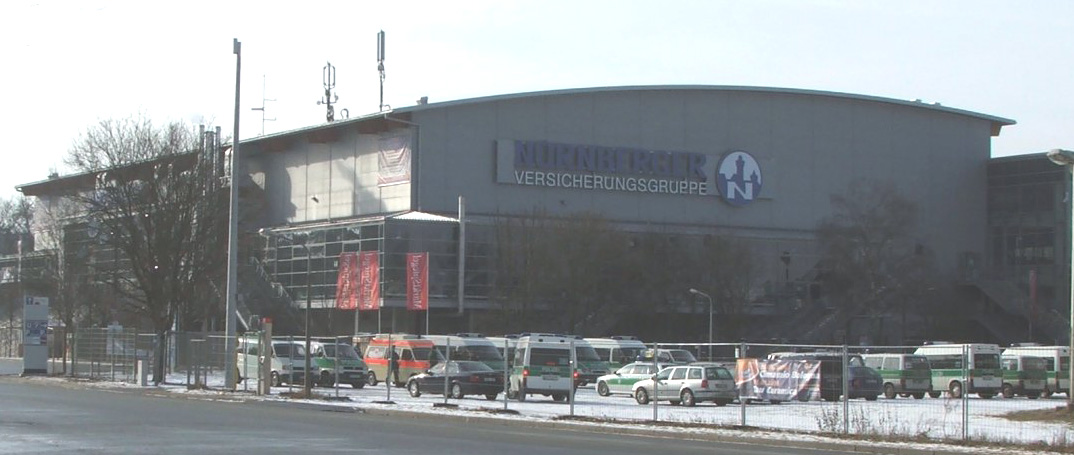
Die Fassade der Arena